# Oecetis orientalis
Oecetis orientalis är en nattsländeart som beskrevs av Navás 1921. Oecetis orientalis ingår i släktet Oecetis och familjen långhornssländor. Inga underarter finns listade i Catalogue of Life.